# キリスト教無神論
キリスト教無神論（キリストきょうむしんろん、英語: Christian atheism）とはキリスト教の有神論的な主張を排し、新約聖書の福音書や他の文献の中でのイエスの教えの記録から信仰と実践を汲み出した一つの形態である。

キリスト教無神論は多くの形態を取る:
- 一部では倫理学における体系を含む。
- 一部では文化的な次元のキリスト教である。
- 一部のキリスト教無神論者は干渉的あるいは超越論的な神への有神論的な信念を排除しておりこの世界の内側で神の概念を探ることに賛同する神学的な立場を取る。 (Thomas J. J. Altizer).
- その他の論者は神の存在しない世界におけるイエスに従っている。(William Hamilton).
- ハミルトンのキリスト教無神論はイエス主義に似ている。

## 信条
イェール神学校の倫理学と宗教学の教授であるトーマス・オグレトリーとフレデリク・マーカンドはこれらを四つの信条に分類した。
1. 伝統的なキリスト教神学の一部に存在していた神への理解を含んだ、我々の時代における神の非現実性を訴える為の言明。
2. 責任のある神学的研究の必然的な特徴として現代の文化に正面から取り組む為の主張。
3. 現在構成されているような教会からの様々な疎外の形態と変容。
4. 神学的な熟考におけるイエス個人への中心性という認知。

## 神の存在
”神の死の神学者”であるポール・ヴァン・ブレンは神という語自体は意味を持たないか誤解を生み出すかでしかないと主張している。
ポール・ヴァン・ブレンは神について考えることは不可能であると主張し、次のように述べている。
”我々には神に関する我々の声明の真偽を確かめるような何かを特定することはできない”

これらの”意味を持たないか誤解を生み出す”という結論の為の推論は暗に意味についての検証主義的な理論を前提している。
多くのキリスト教無神論者は神はこれまで一度も存在していなかったと信じるが、文字通り”神が死んだ”と信じる者も少なからず存在する。
トーマス・J・J・アルタイザーは文字通りな”神の死”へのアプローチをするキリスト教無神論者としてよく知られている。
彼はしばしば”神の死”を”贖罪”という出来事として語っている。
”キリスト教無神論の福音”という彼の本では、彼は以下のように語る。
”今日において経験に実直な全ての人間は神の不在について知っている。しかし、その中でもキリスト者のみが”神の死は最終的で不可逆的な出来事であって、それが我々の歴史の中で人間性を改め解放してきた”という意味で神が死んでいるということについて知っている”

## 文化との関係
アルタイザーやランカスター大学の哲学講師であるコリン・ライアスなどの神学者たちは、今日の科学的、実証的な文化に注視し、その中に宗教の場を見出そうとした。
アルタイザーの言葉には以下のようなものがある。
もはや相互に孤立して信仰しながらこの世界が存在することは不可能である......急進的なキリスト者はこの世界から解放されている全ての信仰の形態を非難している。

彼は我々の無神論への対応は受容と肯定の一種であるべきだと続ける。
さらにコリンライアスは以下のように明言する。
キリスト教無神論者は、これらの問題に対する満足のいく答えは、今ここで、この世界での生活を耐えうるものにし、現世の社会問題やその他の問題に注意を向けるような答えでなければならないという信念で一致している。

## 各宗派
2007年のPew Religious Landscape調査によると、神を信じていないアメリカ人全体のうち、5％がカトリック教徒であり、9％がプロテスタントやその他のキリスト教徒であると認識されている。
2014年のPew Religious Landscape調査によると、無神論者や無宗教者を含む無所属と認識している全アメリカ人のうち、41%がプロテスタントで、28%がカトリックで育てられたという。

### プロテスタント
オランダでは、オランダのプロテスタント教会（PKN）の会員の42%が無神論者である。聖職者の非信仰は、必ずしも問題視されていない。
1980年代にイギリスのドン・キューピットが提唱した「キリスト教非現実主義」の伝統に従う者もいる。この主張は、神は象徴や比喩であり、宗教的な言葉は超越的な現実と一致しないとするものである。
オランダのプロテスタント7教派の牧師860人を対象にした調査によると、聖職者の6人に1人が不可知論者または無神論者であることがわかった。
そのうちの1つであるレモンスラント同胞団では、疑い深い人は42％にものぼった。PKNの牧師であるクラース・ヘンドリクセは、神を「経験、あるいは人間の経験を表す言葉」と表現し、イエスは存在しなかったかもしれないと述べている。
ヘンドリクセは2007年11月に出版した著書で、「神を信じるために神の存在を信じる必要はない」と発言し、注目を浴びた。
オランダ語のタイトルは『存在しない神を信じること』と訳されている。Manifesto of An Atheist Pastor（無神論者牧師の宣言）」と訳されている。ヘンドリクセはこの本の中で、「私にとって神とは存在ではなく、人と人との間に起こりうることを表す言葉である」と書いている。
例えば、ある人があなたに向かって『私はあなたを見捨てない』と言い、その言葉を実現させる。

そのような関係を神と呼ぶことは全く問題ないでしょう。

総シノドスでは、ヘンドリクセの意見が聖職者と教会員の間で広く共有されていることがわかった。2010年2月3日、ヘンドリクセが牧師として働き続けることを認める決定は、ヘンドリクセの発言は「教会の基盤を損なうほどの重さではない」という地域監督委員会の助言に従ったものであった。
ヘンドリクセの考えは神学的に新しいものではなく、私たちの教会に不可欠なリベラルな伝統に沿ったものである」と特別委員会は結論づけた。
2003年のハリス・インタラクティブの調査では、米国の自称プロテスタントの90％が神を信じており、米国のプロテスタントの約4％が神は存在しないと考えていることが分かった。
2017年のWIN-Gallup International Association（WIN/GIA）の世論調査では、キリスト教国が多数を占めるスウェーデンで、無神論者や無宗教者を自称する人の割合が中国に次いで高い（76％）ことが判明している。
クエーカーのかなりの部分が無神論者のクエーカーである。英国のクエーカー教徒では、2013年に14.5％が無神論者であると認め、43％が「神を信じることを公言できない」と感じていた。

## 神学者と哲学者
- ウィリアム・モンゴメリー・ブラウン（1855-1937）アメリカのエピスコパル司教、共産主義作家、無神論活動家。自らを「キリスト教無神論者」と称した。
- ジョン・ドミニク・クロッサン(1934年生)。文化的キリスト教徒である一方、文字通りの神を信じないと断言している。
- Thorkild Grosbøll (1948-2020)。デンマークのルーテル派司祭。2003年に崇高な力、特に創造する神や維持する神を信じないことを公言した。2008年に早期退職するまで司祭として働き続けた。
- ジョージ・サンタヤーナ（1863-1952）。スペイン系アメリカ人の哲学者、作家、小説家。生涯無神論者であったが、スペインのカトリック文化に深い敬意を払っていた。自らを「美学的カトリック教徒」と表現する。
- 神学者フランシス・シェーファーの息子であるフランク・シェーファーは、自らを「神を信じる無神論者」と表現している。

## その他の著名人
- グレッタ・ボスパー（1958年生まれ）。カナダ合同教会の牧師で、無神論者である。
- スラヴォイ・ジジェク（1949年生まれ）。スロベニアの哲学者で、著書『パンデミック』の冒頭でキリスト教の無神論者を自称している。”COVID-19が世界を揺るがす" の冒頭でキリスト教主義者を自認。
- リチャード・ドーキンス（1941年生まれ）。著名な新無神論者。「世俗的なユダヤ人がノスタルジーや儀式に対する感覚を持つのと同じ意味で、私は自分を世俗的なキリスト教徒と表現するだろう」。